# Mormonenbataillon

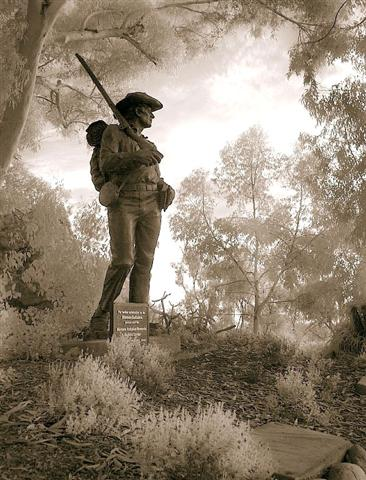
Mormon Battalion Monument von Edward J. Fraughton, San Diego, Kalifornien

Das Mormonenbataillon kämpfte im Mexikanisch-Amerikanischen Krieg von 1846 bis 1848. Es war die einzige nach religiösen Gesichtspunkten angeworbene Einheit in der Militärgeschichte der Vereinigten Staaten. Das Bataillon war eine Freiwilligeneinheit von ungefähr 534 bis 559 Mormonen, geführt von mormonischen Unteroffizieren und befehligt von regulären Offizieren der amerikanischen Armee. Während seines Einsatzes führte das Bataillon einen zermürbenden Marsch über eine Strecke von 2000 Meilen von Council Bluffs nach San Diego durch. Dieser Marsch spielte im Hinblick auf die Abtretung großer Gebiete im amerikanischen Südwesten von Mexiko an die USA (Vertrag von Guadalupe Hidalgo) und den Gadsden-Kauf eine wichtige Rolle. Ebenso wurde durch den Marsch eine südliche Wagenroute nach Kalifornien erschlossen. Während der Expansion der Vereinigten Staaten nach Westen spielten Veteranen des Mormonenbataillons eine bedeutende Rolle.

## Anwerbung
Brigham Young hatte geplant, die Mormonen im Sommer 1847 nach Westen zu führen. Unterwegs erreichte sie der Ruf der US-Bundesregierung, für den Krieg mit Mexiko 500 Mann zu stellen. Dies war eine Gelegenheit, die Loyalität zu den USA zu beweisen und außerdem dringend benötigtes Geld für den Zug in die Rocky Mountains zu erhalten. 
Der Sold und das Kleidergeld in Höhe von 42 Dollar waren für die Männer des Mormonenbataillons (die keine Uniform erhielten) eine wesentliche finanzielle Stütze, um Ausrüstung und Verpflegung für den Zug zu beschaffen. Der Sold, den das Bataillon bis zum nächsten Jahr bekam, entsprach fast 30.000 Dollar. Nachdem die Mormonen gezwungen waren, ihre Heimat in Nauvoo zu verlassen, mussten sie den Winter an den Ufern des Missouri River verbringen. Eine Truppe zusammenzustellen war schwierig; viele Männer suchten bereits in den umliegenden Gebieten nach Arbeit, um die Gruppe der aus Nauvoo vertriebenen Mormonen finanziell zu unterstützen. Young schrieb einen Brief an die Mormonen, die dort lebten, in dem er die Anwerbung begründete und um ihre Hilfe bat:

„Der Präsident will uns Gutes tun und sich unser Vertrauen sichern. Die Ausrüstung dieser 500 Männer kostet uns nichts und ihr Sold ist genug, um ihre Familien über die Berge zu befördern. Es ist Krieg zwischen Mexiko und den Vereinigten Staaten; Kalifornien muss unsere Beute werden. Denn wenn wir die ersten Siedler sind, können die alten Bürger keinen Vorwand haben wie in Hancock und Missouri, um die Heiligen auszurauben. Diese Sache ist vom Himmel für unser aller Wohl.“

Die öffentliche Unterstützung durch Brigham Young und dem  Kollegium der zwölf Apostel war notwendig, um den Eintritt der Männer zu erreichen. Während sich einige Männer schnell freiwillig anwerben ließen, musste Young andere überzeugen, die sich weigerten. Es dauerte drei Wochen, bis die fünf Kompanien vollständig angeworben waren.

## Der Marsch
Das Bataillon kam am 1. August in Fort Leavenworth an. In den nächsten zwei Wochen erhielten sie Sold, Ausrüstung und wurden als Kampfbataillon organisiert. Der gerade erst beförderte Leutnant James Ellen wurde krank, befahl aber den Weitermarsch entlang des Santa Fe Trail, um die Westarmee von Stephen W. Kearny einzuholen. Am 23. August starb Leutnant Ellen. Kapitän Jefferson Hunt wurde sein Nachfolger. Ein paar Tage später kam Andrew Jackson Smith von West Point und übernahm das Kommando. Während der nächsten Wochen lernten die mormonischen Soldaten AJ Smith zu hassen, wegen seines Umgangs mit den Männern und der langen Märschen durch die trockenen Gebiete von Kansas und New Mexico.
Nach der Ankunft in Santa Fe wurde Philip St. George Cooke Kommandeur des Bataillons. Sein Auftrag war es, nach Kalifornien zu marschieren und eine Wagenstraße auf dem Weg dorthin anzulegen. In den nächsten vier Monaten und 1100 Meilen führte Cooke das Bataillon durch eines der beschwerlichsten Gebiete Nordamerikas. Viele der mormonischen Soldaten respektierten ihn bald und folgten ihm bereitwillig. In New Mexico stieß Jean Baptiste Charbonneau, der als Kind mit seiner Mutter mit der Lewis-und-Clark-Expedition über den Kontinent gezogen war, als Führer zu der Gruppe.

### Die Schlacht der Stiere

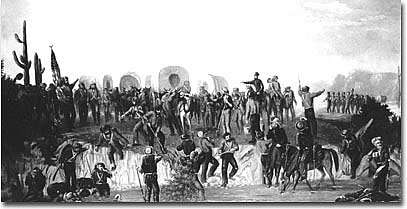
Das Mormonenbataillon in der Wüste von Arizona

Die einzige wirkliche Schlacht, die das Bataillon kämpfte, war im heutigen Arizona, gegen eine große Anzahl von wilden Stieren. Das Bataillon erreichte dieses Gebiet im November 1846 und seine Anwesenheit machte die Tiere unruhig. Nachdem einige Stiere dieser Herde einige Wagen zerstörten und zwei Männer verletzten, eröffnete das Bataillon das Feuer. Das Bataillon tötete dabei 10 bis 15 der Tiere; die Auseinandersetzung wurde sarkastisch als die „Schlacht der Stiere“ bezeichnet.

### Massaker von Temecula
Fast am Ende ihrer Reise marschierte das Bataillon durch Temecula, kurz nachdem es dort ein Massaker unter rivalisierenden Stämmen der Ureinwohner gegeben hatte. Die Mormonen passten auf, dass es nicht noch mehr Blutvergießen gab; ein Stamm begrub seine Toten, während das Bataillon über sie wachte.

## Ende der Reise

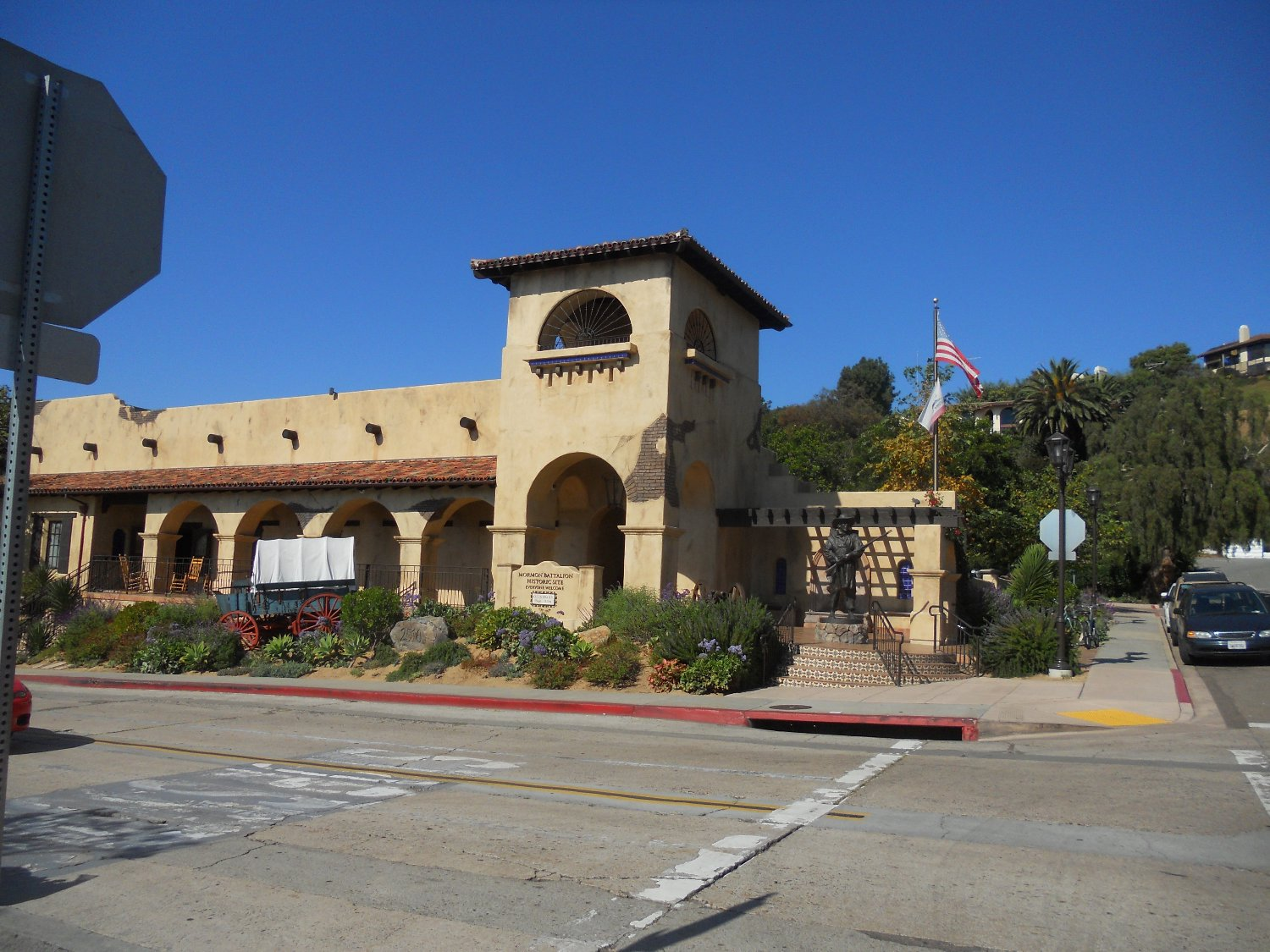
Das San Diego Mormon Battalion Historical Monument

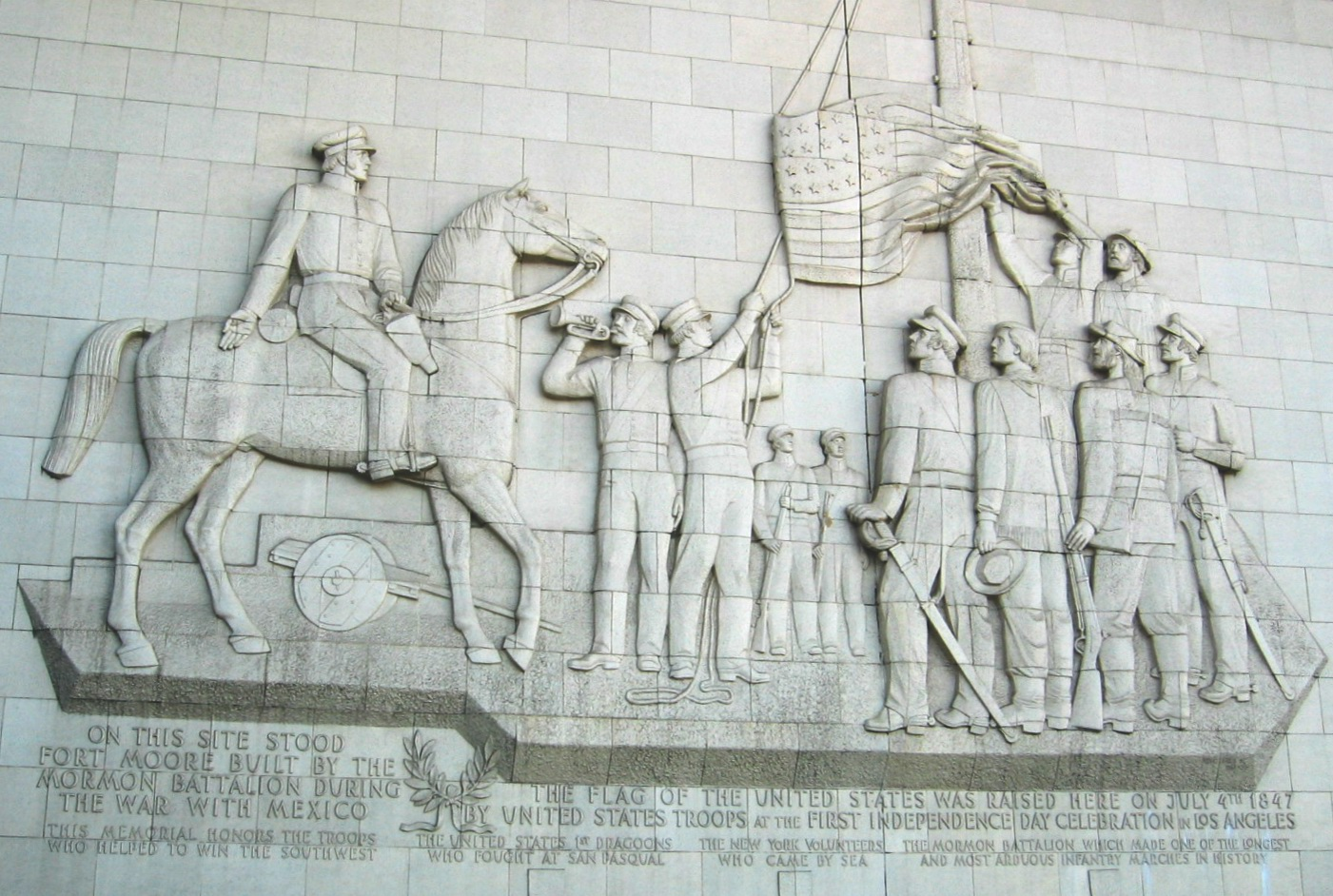
Fort Moore Pioneer Memorial, Los Angeles

Nach dem Marschbeginn am 29. Januar 1847 kam das Bataillon nach Zurücklegung von 1900 Meilen am 16. Juli 1847 in San Diego an. 
In den nächsten fünf Monaten, bis zur Entlassung am 16. Juli 1847 in Los Angeles, führte das Bataillon einige Beobachtungsmissionen im südlichen Kalifornien durch. 22 Männer starben durch Krankheiten oder andere natürliche Umstände während der Reise. Ungefähr 80 Männer ließen sich erneut von der Armee anwerben. 17.000 Dollar in Gold wurden von Mitgliedern des Mormonenbataillons an die Wirtschaft ihrer neuen Heimat überwiesen, nachdem sie aus Kalifornien zurückkehrten.

## Denkmäler
Denkmäler, die mit dem Mormonenbataillon in Verbindung gebracht werden, sind:
- Mormon Battalion Historical Monument, ein Besucherzentrum in der Altstadt von San Diego
- Fort Moore Pioneer Memorial, das größte aus einem Relief zusammengesetzte militärische Denkmal in den Vereinigten Staaten[9]